# Епархия Куинёна
Епархия Куинёна (лат. Dioecesis Quinhonensis) — епархия Римско-Католической Церкви с центром в городе Куинён, Вьетнам. Епархия Куинёна входит в митрополию Хюэ. Кафедральным собором епархии Куинёна является церковь Успения Пресвятой Девы Марии.

## История
9 сентября 1659 года Святой Престол учредил апостольский викариат Кохинхина, выделив его из епархии Макао.
2 марта 1844 года апостольский викариат Кохинхина передал часть своей территории для возведения апостольского викариата Западного Кохинхина (сегодня — Архиепархия Хошимина). В этот же день апостольский викариат Кохинхина был переименован в апостольский викариат Восточного Кохинхина.
27 августа 1850 года апостольский викариат Восточного Кохинхина передал часть своей территории для образования нового апостольского викариата Северного Кохинхина (сегодня — Архиепархия Хюэ).
3 декабря 1924 года апостольский викариат Восточного Кохинхина был переименован в апостольский викариат Куинёна.
8 января 1932 года и 5 июля 1957 года апостольский викариат Куинёна передал часть своей территории для учреждения апостольских викариатов Контума (сегодня — Епархия Контума) и Нячанга (сегодня — Епархия Нячанга).
24 ноября 1960 года Римский папа Иоанн XXIII издал буллу «Venerabilium Nostrorum», которой преобразовал апостольский викариат Куинёна в епархию.
18 января 1963 года епархия Куинёна передала часть своей территории для возведения новой епархии Дананга.

## Ординарии епархии
- епископ Пьер Ламбер де ла Мотт M.E.P.[1] (29.07.1658 — 15.06.1679);
- епископ Guillaume Mahot M.E.P. (29.01.1680 — 4.06.1684);
- епископ François Perez (5.02.1687 — 20.09.1728);
- епископ Alexandre de Alexandris (20.09.1728 — 10.10.1738);
- епископ Arnaud-François Lefèbvre M.E.P. (6.10.1741 — 27.03.1760);
- епископ Guillaume Piguel M.E.P. (29.07.1762 — 21.06.1771);
- епископ Пьер Пиньо де Беэн M.E.P. (24.09.1771 — 9.10.1799);
- епископ Jean Labartette M.E.P. (9.10.1799 — 6.08.1823);
- епископ Жан-Луи Таберд M.E.P. (18 сентября 1827 — 31 июля 1840);
- епископ святой Etienne-Théodore Cuenot M.E.P. (31.07.1840 — 14.11.1861);
- епископ Eugène-Étienne Charbonnier M.E.P. (9.09.1864 — 7.08.1878);
- епископ Louis-Marie Galibert M.E.P. (23.05.1879 — 24.04.1883);
- епископ Désiré-François-Xavier Van Camelbeke M.E.P. (15.01.1884 — 9.11.1901);
- епископ Damien Grangeon M.E.P. (21.03.1902 — 3.03.1929);
- епископ Augustin-Marie Tardieu M.E.P. (10.01.1930 — 12.12.1942);
- епископ Raymond-Marie-Marcel Piquet M.E.P. (11.11.1943 — 5.07.1957);
- епископ Pierre Marie Pham-Ngoc-Chi (24.11.1960 — 18.01.1963) — назначен епископом Дананга;
- епископ Dominique Hoàng-van-Doàn O.P. (18.01.1963 — 20.05.1974);
- епископ Paul Huynh Dông Các (1.07.1974 — 3.06.1999);
- епископ Pierre Nguyên Soan (3.06.1999 — 30.06.2012);
- епископ Matthieu Nguyên Van Khôi (30.06.2012 — по настоящее время).

## Источник
- Annuario Pontificio, Libreria Editrice Vaticana, Città del Vaticano, 2003, стр. 958, ISBN 88-209-7422-3
- Булла Venerabilium Nostrorum (лат.) // Acta Apostolicae Sedis. — Typis Polyglottis Vaticanis, 1961. — Num. 53. — P. 346. Архивировано 12 апреля 2015 года.